# Jihoafrická unie
Jihoafrická unie (nizozemsky Unie van Zuid-Afrika) byl stát, který vznikl 31. května 1910 sloučením čtyř britských kolonií. Unie byla předchůdcem současné Jihoafrické republiky. Jihoafrická unie vznikla po druhé búrské válce (1899–1902). 31. května 1910 byly všechny provincie sloučeny v Jihoafrickou unii, která získala status dominia. Jihoafrická unie zanikla 31. května 1961, kdy byla vyhlášena republika a jméno se změnilo na Jihoafrická republika.

## Dějiny

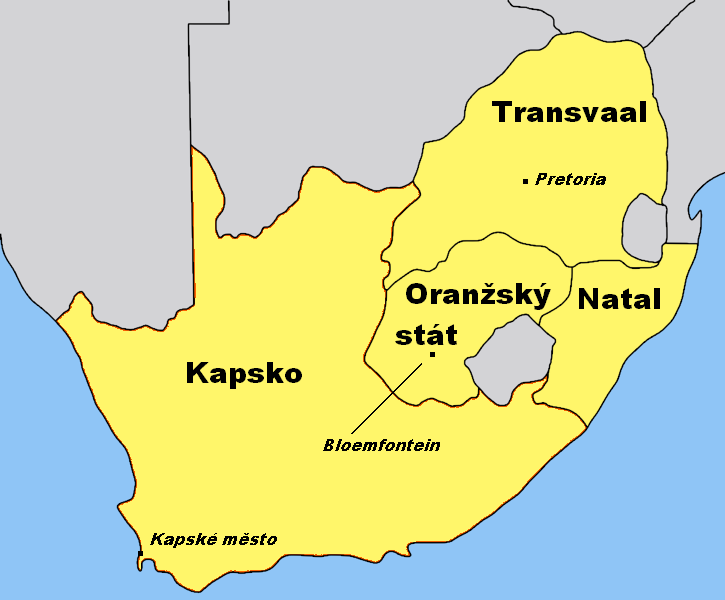
Provincie Jihoafrické unie

Obdobně jako několik jiných afrických zemí má i JAU (Jihoafrická unie) velice dlouhou historii lidského osídlení. Podle archeologických nálezů se na území JAU vyskytoval již Australopithecus africanus před 2–3 miliony let, dále pak člověk zručný, člověk vzpřímený a člověk moudrý.
Před příchodem Evropanů na území dnešní JAU žili Křováci, Khoinové a později také kmeny Bantu.
V roce 1487 doplul k břehům dnešního Kapska portugalský mořeplavec Bartolomeo Diaz. Prvními evropskými osadníky se v oblasti však byli až Holanďané (Búrové) v 17. století a později i francouzští Hugenoti a Němci. V 19. století byli Búrové vytlačeni dále do vnitrozemí, kde založili vlastní státní celky Natal, Transvaal a Oranžský svobodný stát. V první búrské válce (1880–1881) byli Britové poraženi. Konečné ovládnutí oblasti Brity přišlo až po druhé búrské válce (1899–1902). 31. května 1910 byly všechny provincie sloučeny v Jihoafrickou unii, která získala status dominia a spolu s Kapskou kolonií byl připojen i Walvis Bay (Velrybí zátoka) na území současné Namibie. Automaticky spolu s Velkou Británií vstoupila do první světové války. Za války obsadila a okupovala tehdejší Německou jihozápadní Afriku dnešní Namibii. Spolu s dalšími britskými dominii se účastnila poválečných mírových konferencí.

### Meziválečné období
Po první světové válce získala jako mandátní území Německou jihozápadní Afriku, kterou ovšem posléze nezákonně připojila ke svému území jako svou 5. provincii. Po druhé světové válce odmítla uznat Jihozápadní Africe status poručenského území OSN. Jihozápadní Afrika se osamostatnila až roku 1990 a Walvis Bay k ní byl připojen až roku 1994.
Významným přelomem ve vývoji Jihoafrické unie byla rozsáhlá industrializace spojená s objevením ložisek diamantů v Kimberley a zlata ve Witwatersrandu v Transvaalu. Rozvoj průmyslu byl navíc umocněn v době světové hospodářské krize 30. let díky vysokým cenám zlata a diamantů. Hospodářský růst trval nepřetržitě až do druhé poloviny 20. století. Tento pozitivní vývoj však byl příkrém rozporu s trendy vývoje politického.

### Nezávislost
Úplná nezávislost Jihoafrická unie byla potvrzena Westminsterským statutem. Jihoafrická unie se účastnila druhé světové války na straně spojenců, ale ne už jako za první světové války automaticky, ale až po schválení vyhlášení války Německu vládou. V roce 1948 pak ve volbách zvítězila Národní strana spojená s režimem apartheidu. Tento režim se po celou dobu své existence střetával se značným odporem na mezinárodní scéně.

### Vyhlášení republiky
31. května 1961 po předchozím referendu byla zrušena personální unie s Velkou Británií a vyhlášena republika a změněn název na Jihoafrickou republiku. Na protest proti nepřátelským postojům některých členů Britského společenství národů JAR z tohoto svazku vystoupila. Od šedesátých let byly zřizovány takzvané bantustany, samosprávná území vyhrazená pro původní obyvatelstvo.